# West Branch Swan River
West Branch Swan River är ett vattendrag i Australien. Det ligger i delstaten Tasmanien, i den sydöstra delen av landet, omkring 130 kilometer nordost om delstatshuvudstaden Hobart.
I omgivningarna runt West Branch Swan River växer i huvudsak städsegrön lövskog. Trakten runt West Branch Swan River är nära nog obefolkad, med mindre än två invånare per kvadratkilometer. Genomsnittlig årsnederbörd är 846 millimeter. Den regnigaste månaden är november, med i genomsnitt 122 mm nederbörd, och den torraste är januari, med 42 mm nederbörd.